# Parafia św. Eliasza w Exeterze
Parafia św. Eliasza – prawosławna parafia w Exeterze, w jurysdykcji wikariatu brytyjskiego Zachodnioeuropejskiego Egzarchatu Parafii Rosyjskich. 
Inicjatorem powstania parafii był archimandryta Barnaba, żyjący w latach 1967–1973 w skicie prawosławnym w Willand. Uzyskał on prawo odprawiania nabożeństwa prawosławnych w kilku kościołach anglikańskich w Exeterze oraz przyczynił się do powstania kaplicy w Combe Martin. Po jego śmierci jego następca, brat Benedykt, zdołał zorganizować w Exeterze kaplicę domową pod wezwaniem św. Anny, do dziś będącą główną świątynią parafii (druga kaplica domowa znajduje się w Combe Martin). Obydwie społeczności tworzą jedną parafię od 1986. 
Wierni parafii są w większości narodowości rosyjskiej, cypryjskiej i greckiej. W związku z tym parafia posługuje się w swojej pracy głównie językiem angielskim, w mniejszym stopniu cerkiewnosłowiańskim i greckim. 